# Xã Tobin, Quận Scotland, Missouri
Xã Tobin (tiếng Anh: Tobin Township) là một xã thuộc quận Scotland, tiểu bang Missouri, Hoa Kỳ. Năm 2010, dân số của xã này là 162 người.